# Ара-губа (посёлок)
Ара-губа — упразднённый в 1958 году населённый пункт в Кольском районе Мурманской области России.

## География
Находится в губе Ара в Мотовском заливе Баренцева моря.

## История
Возник как колония Урского общества в 1879 году.
В 1884—1889 здесь действовала «Арская китоловная компания Шереметьева», созданная на средства великого князя Владимира Александровича.
С середины 1880-х гг. стояла часовня Покрова Божией Матери (в 1895 перевезена в Екатерининскую гавань).
Исключен из учётных данных в 1958 году.

## Население
В основном в посёлке проживали финны.
По переписи 1913 проживало 36 человек, в 1926 — 28, в 1938 — 8 человек.

## Инфраструктура
Пункт базирования АПЛ СФ Видяево, 7-я дивизия подводных лодок. Храм святого Николая в память о погибших подводниках АПЛ «Курск» (с 2001).

## Транспорт
Доступен водным транспортом.